# Potentilla crantzii
Potentilla crantzii es una especie de planta herbácea perenne perteneciente a la familia Rosaceae.

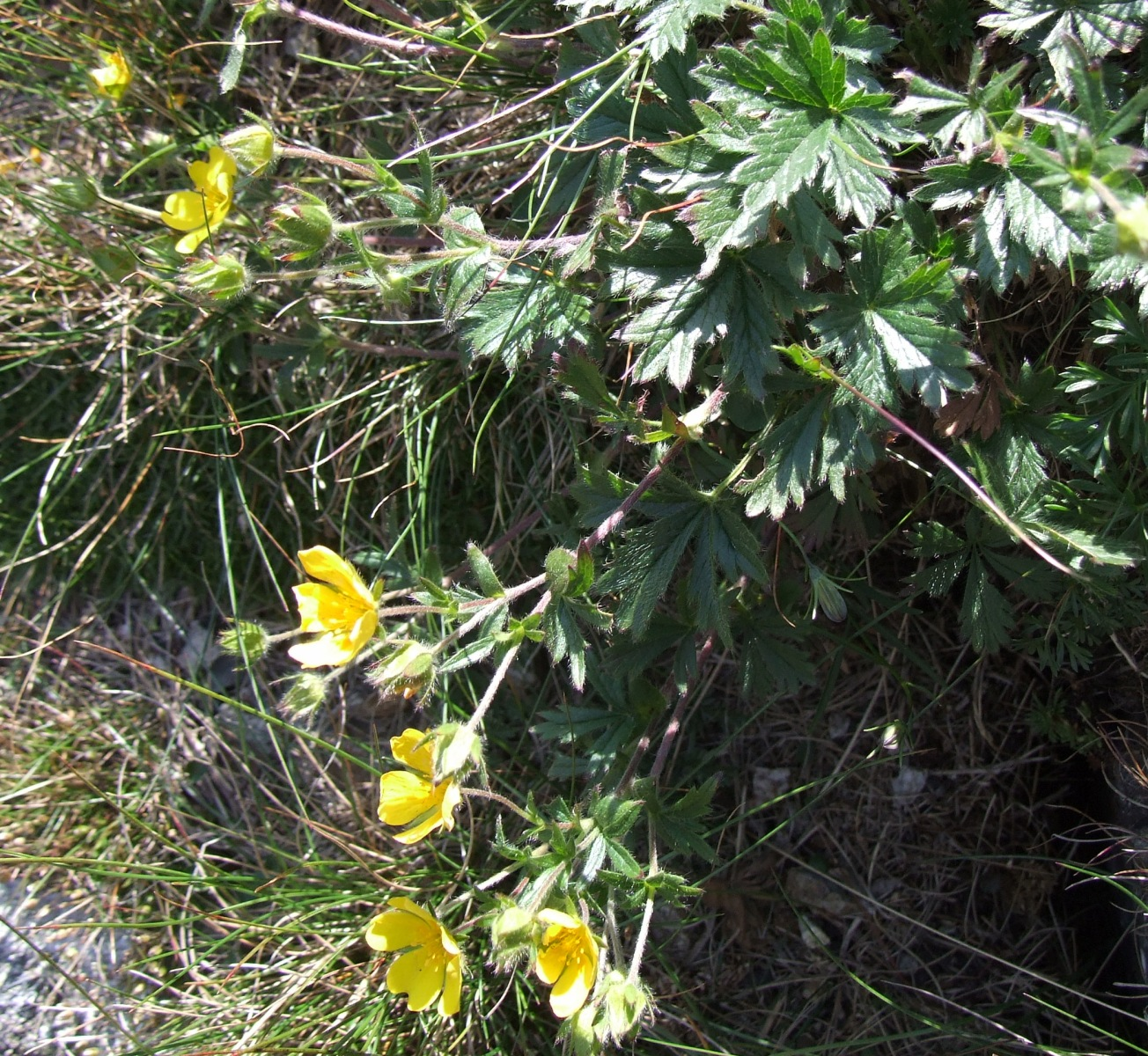

## Etimología
El nombre de esta planta nace de las grandes propiedades medicinales que se le atribuyen desde la antigüedad.  De hecho, el nombre genérico (Potentilla) deriva de la palabra latina Potens (= planta pequeña con potentes propiedades curativas) o portentum (= posibilidades prodigiosas que tiene la planta).  El nombre específico (Crantz) se deriva del profesor Heinrich Johann Nepomuk von Crantz (1722-1799), botánico y físico en Viena, quien dedicó esta especie a sí mismo

## Descripción
Es una planta herbácea, perenne de apariencia rampante.  La raíz principal termina con una roseta de hojas basales persistentes.  La altura máxima que puede alcanzar es de unos 20 cm. La raíz es leñosa y ramificada. El tallo es erecto o ascendente, con baja densidad de ramas. Las hojas están profundamente pinnadas, divididas en cinco segmentos distintos similar a una mano.  Los segmentos tienen una forma oblanceolata y se expanden gradualmente hacia el exterior.  Las hojas basales son pecioladas con forma ovalada - lanceolada de color marrón, poco peluda y carenada.  Tamaño de la hoja: ancho de 6-12 mm, longitud 7 -16 mm.

## Variedades
- Relación de variedades en ITIS (enlace roto disponible en Internet Archive; véase el historial, la primera versión y la última).

## Sinónimos
- Fragaria crantzii Crantz
- Potentilla alpestris Haller f.
- Potentilla baldensis A.Kern. ex Zimmeter
- Potentilla gelida Th.Wolf
- Potentilla salisburgensis Haenke
- Potentilla verna subsp. verna
- Potentilla villosa (Crantz) Zimmeter